# Søren Lilholt
Søren Lilholt (* 22. September 1965 in Kopenhagen) ist ein ehemaliger dänischer Radrennfahrer.
Er wurde 1983 in Wanganui zweifacher Juniorenweltmeister, als er sowohl im Straßenrennen als auch – gemeinsam mit Alex Pedersen, Rolf Sørensen und Kim Olsen – im Mannschaftszeitfahren siegte. Lilholt war Teilnehmer der Olympischen Sommerspiele 1984 in Los Angeles. Im Mannschaftszeitfahren belegte Dänemark mit John Carlsen, Kim Eriksen, Lars Jensen und Søren Lilholt den 7. Platz.
Anschließend konnte er in den 1980er Jahren einige Erfolge als Profi verbuchen. So sicherte er sich beispielsweise Etappensiege bei der Schweden-Rundfahrt, der Valencia-Rundfahrt sowie beim renommierten Etappenrennen Paris–Nizza und gewann die Gesamtwertung einer Austragung der Luxemburg-Rundfahrt. 1990 siegte er im Eintagesrennen Flèche Hesbignonne-Cras Avernas. Während seiner Karriere trat er fünfmal zur Tour de France sowie je einmal zum Giro d’Italia und zur Vuelta a España an – jeweils, ohne vordere Platzierungen zu erreichen. 1984 vertrat er sein Heimatland bei den Olympischen Sommerspielen in Los Angeles. Im Mannschaftszeitfahren belegte das dänische Team jedoch lediglich den siebten Rang und im Straßenrennen musste Lilholt aufgeben.

## Erfolge
1983
- Junioren-UCI-Straßen-Weltmeisterschaften – Straßenrennen
- Junioren-UCI-Straßen-Weltmeisterschaften – Mannschaftszeitfahren

1984
- eine Etappe Schweden-Rundfahrt

1986
- eine Etappe Schweden-Rundfahrt
- eine Etappe Étoile de Bessèges

1987
- Luxemburg-Rundfahrt und eine Etappe

1988
- Scandinavian Open Road Race
- Tour d’Armorique
- eine Etappe Schweden-Rundfahrt
- zwei Etappen Luxemburg-Rundfahrt
- eine Etappe Paris–Nizza
- Dänischer Meister – Straßenrennen

1990
- Flèche Hesbignonne-Cras Avernas
- E3-Preis Flandern
- eine Etappe Kellogg’s Tour of Britain
- eine Etappe Valencia-Rundfahrt
- eine Etappe Tour d’Armorique

1991
- eine Etappe Valencia-Rundfahrt